# Theobald VI av Blois
Theobald VI av Blois, född 1190, död 1218, var regerande greve av Blois från 1205 till 1218. 